# Robert Latzel
Robert Latzel (Sörgsdorf, 28 oktober 1845 - Klagenfurt, 15 december 1919) was een Oostenrijkse myriapodoloog en entomoloog die een reeks baanbrekende werken publiceerde over miljoenpoten, duizendpoten en andere geleedpotigen. Zijn verzameling van duizendpoot-specimens, tegenwoordig gehuisvest in het Naturhistorisches Museum Wien, bevat veel typesoorten. Zijn monografieën over de duizendpoten van Oostenrijk-Hongarije waren de eerste uitgebreide uiteenzettingen over de duizendpootfauna's van dat gebied. Hij noemde bijna 130 taxa van miljoenpoten (1 geslacht, 2 ondergeslachten, 69 soorten en 56 variaties) en meer dan 40 duizendpootgroepen (2 geslachten, 29 soorten en 12 variaties), evenals vier taxa van pauropoden en symfylen. Hij was een pionier in het gebruik van gonopoden in de classificatie van duizendpoten en soortherkenning. Ten minste drie auteurs hebben Latzel geëerd door een geslacht Latzelia te noemen (Scudder 1890, Bollman 1893, Verhoeff, 1895).

## Grote werken
- (1880): Die Myriopoden der Österreichisch-ungarischen Monarchie. Erste Hälfte: Die Chilopoden.
- (1884): Die Myriopoden der Österreichisch-ungarischen Monarchie. Zweite Hälfte. Die Symphylen, Pauropoden und Diplopoden.

## Taxa
Geslachten en soorten vernoemd naar Latzel zijn onder meer:
- Latzelia Scudder 1890, het typegeslacht van Latzeliidae
- Heterolatzelia Verhoeff 1897
- Cylindrus latzeli Berlese 1884
- Ornithogona latzeli Attems 1927
- Pycnotropis latzeli Attems 1931
- Nanogona latzeli Verhoeff 1891
- Escaryus latzeli Sseliwanoff 1881
- Gravieripus latzeli Cook 1896